# シャルパンティエ夫人とその子どもたち
『シャルパンティエ夫人とその子どもたち』（シャルパンティエふじんとそのこどもたち、フランス語: Madame Charpentier et ses enfants）は、ピエール＝オーギュスト・ルノワールが1878年にキャンバス上に油彩で制作した絵画である。フランスのサロン主催者で美術品収集家、印象派の初期からの支持者であるマルグリット・シャルパンティエとその子供、ジョルジェットとポールを描いている。メトロポリタン美術館に収蔵されている。

## 背景
フランスの出版者ジョルジュ・シャルパンティエは、自然主義文学の作家たち、特にエミール・ゾラを支援する傍らで、印象派を初期から支持していた。ジョルジュは1871年にマルグリット・ルモニエと結婚した。シャルパンティエ夫妻は1870年代からルノワールの作品を購入し始めた。シャルパンティエ夫妻は、1875年のオークションでルノワールの風景画2点（『釣り人』、『ダリアのある庭』）と肖像画1点（『女性の顔』）を購入した。オークションの後、シャルパンティエはエミール・ゾラからルノワールを紹介された。マルグリットは毎週金曜日にパリにある自宅でサロンを開催しており、作家、芸術家、音楽家、政治家などが招かれていた。この頃、ルノワール、クロード・モネ、アルフレッド・シスレーは、シャルパンティエ家に経済的な支援を求める手紙を送っていた。1876年から1879年まで、シャルパンティエ夫妻はルノワールの主要なパトロンだった。

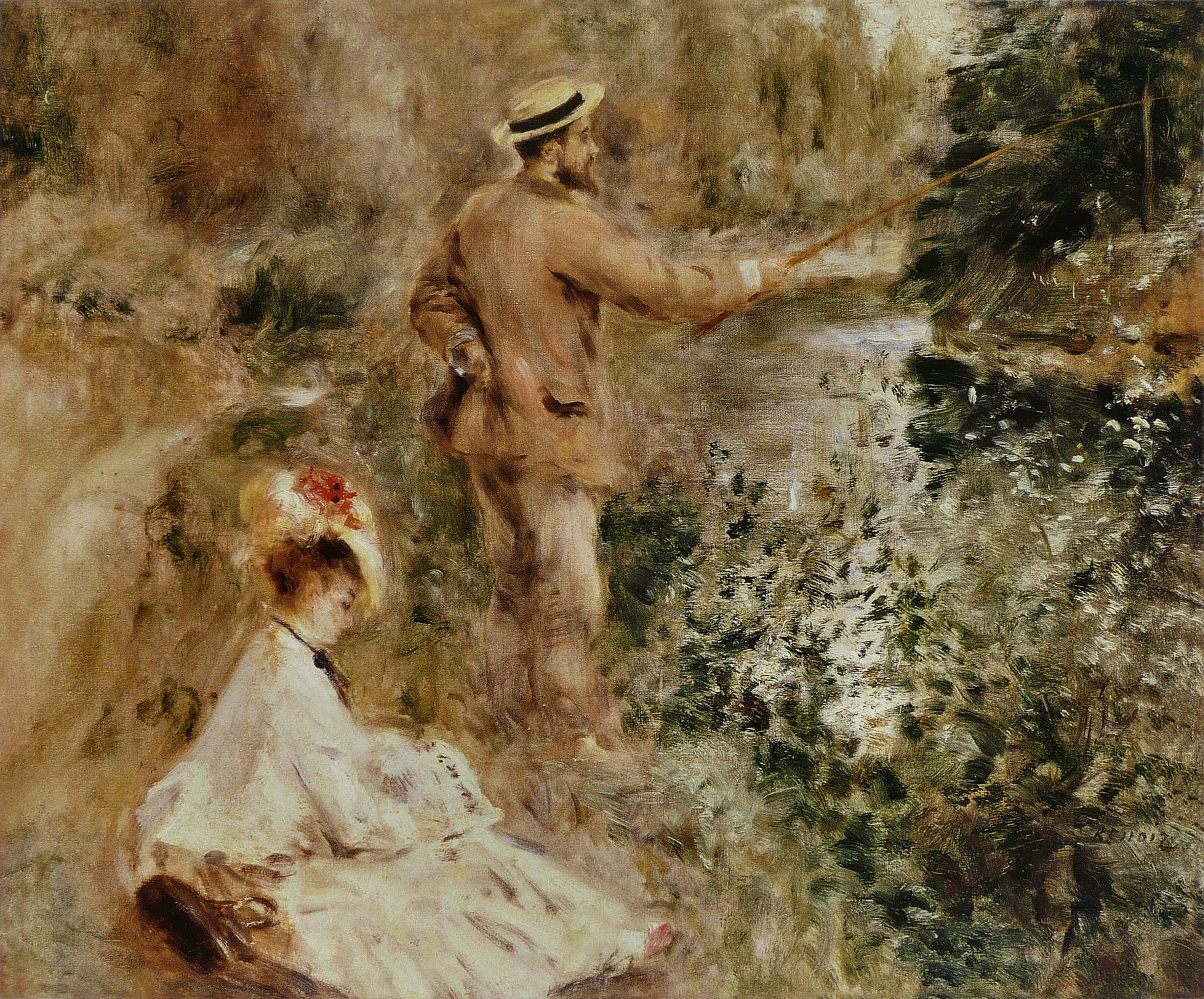
『釣り人』 Le Pêcheur à la ligne（1874年）
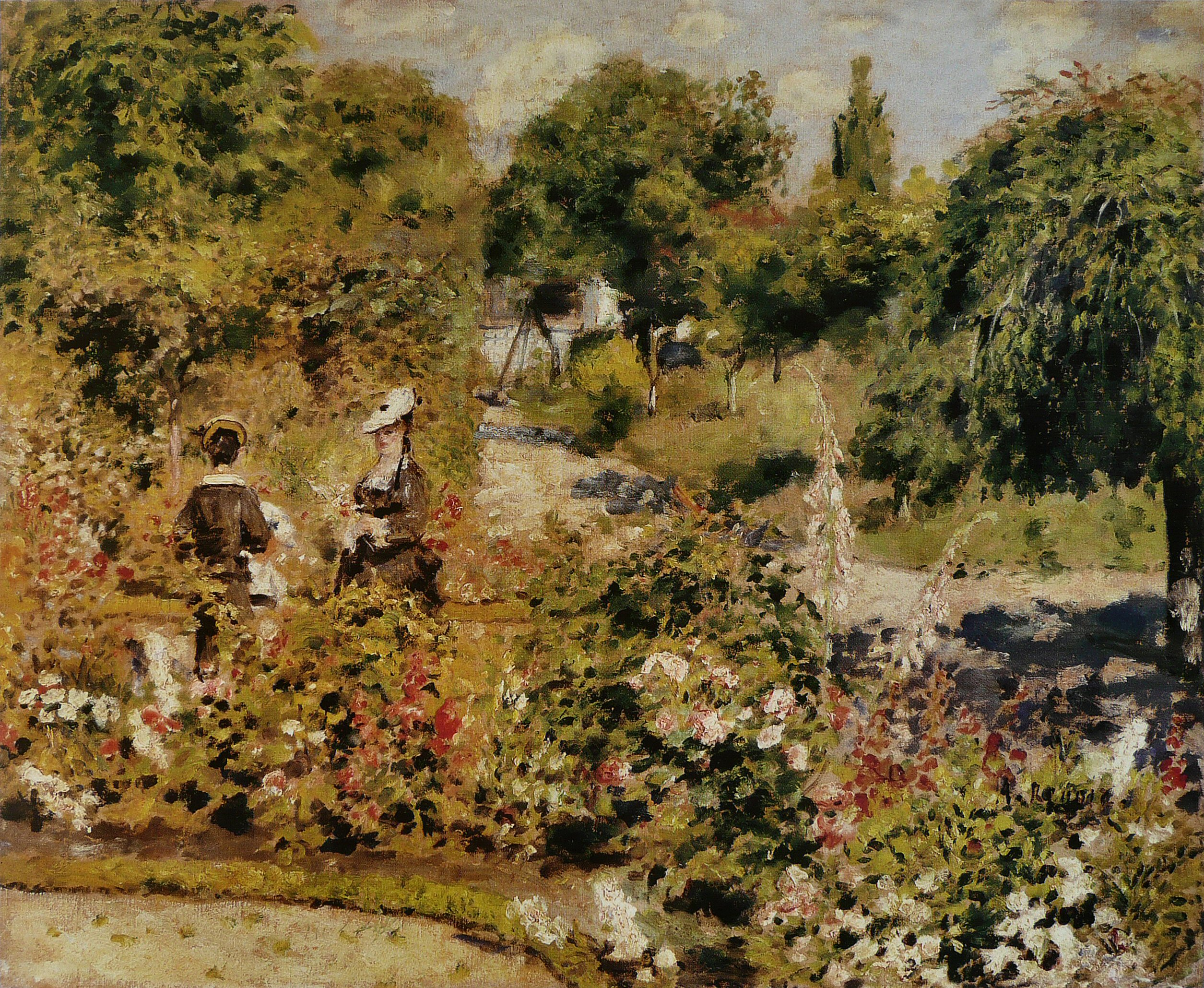
『ダリアのある庭』Jardin aux dahlias（1873 - 1874年）
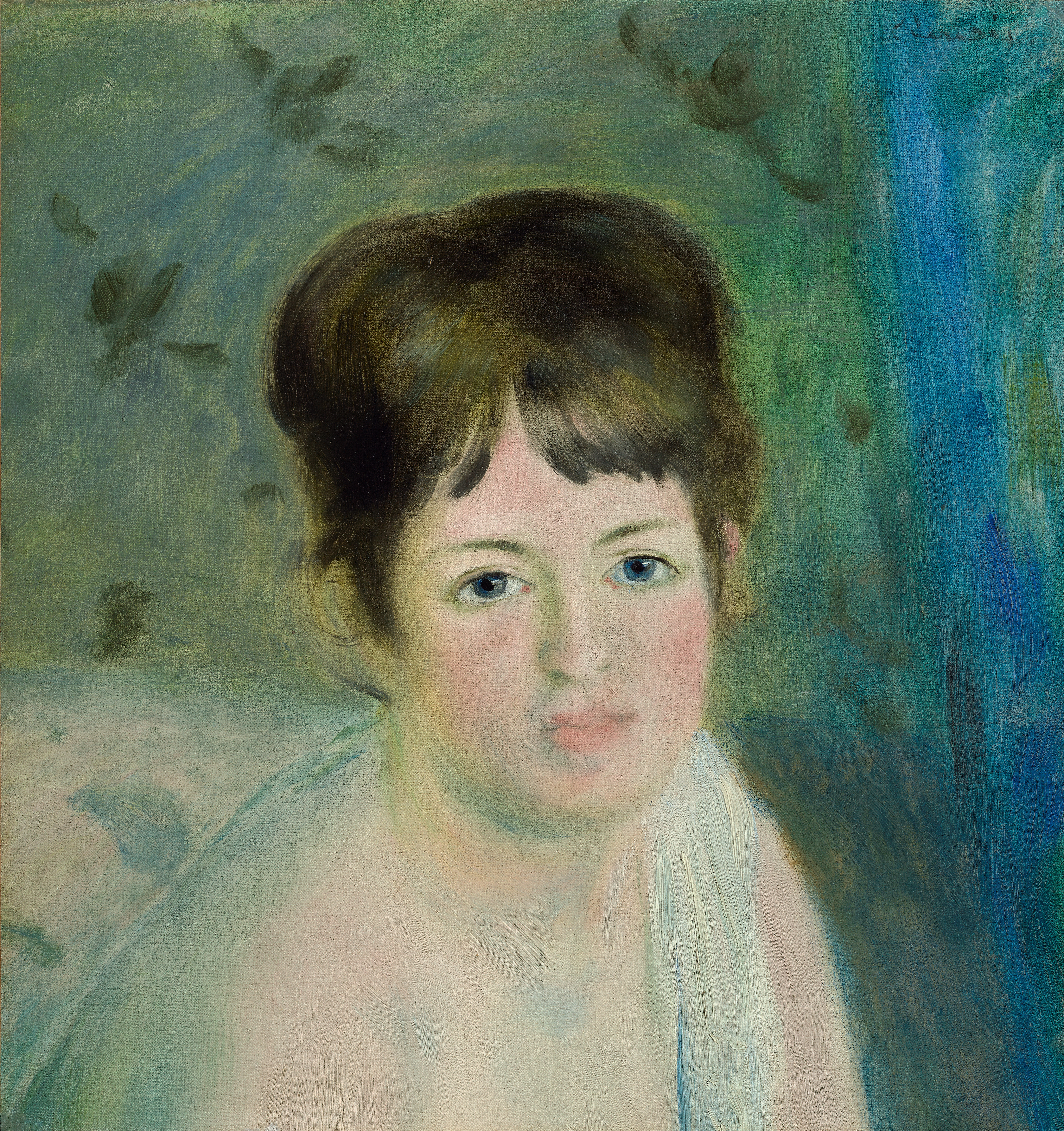
『女性の顔』Tête de femme（1875年）

## 製作
マルグリットはルノワールに、1876年に娘のジョルジェットの肖像画（『すわるジョルジェット・シャルパンティエ嬢』）を、その約1年後に息子ポールの肖像画（『ポール・シャルパンティエ』）を依頼した。同年、ルノワールはジョルジュから、妻の肖像画の依頼を受けた。ルノワールは1877年4月に開催された第3回印象派展に、マルグリットの肖像とジョルジェットの肖像を、他の6点とともに出展した。フランスの美術史家レオンス・ベネディットは後に、マルグリットの最初の肖像画を「絶妙な小さい肖像画」であり「魅力的な似顔絵」であると評している。イギリスの美術史家コリン・B・ベイリーは、この2点の肖像画を試作として『シャルパンティエ夫人とその子どもたち』が描かれたと論じている。
これらの作品が好評となり、後に『シャルパンティエ夫人とその子どもたち』と呼ばれる作品の注文につながった。ジョルジュはルノワールにこの作品を1000フランで発注したが、シャルパンティエ家の末娘のジャネット（デュバール夫人）によれば、ルノワールの側からジョルジュに対し作品を発注するように説得したという。この作品の完成までには長い時間がかかり、ルノワールは何度もデッサンを行った。作品の仕上げには、1878年の9月から10月まで1か月を要した。

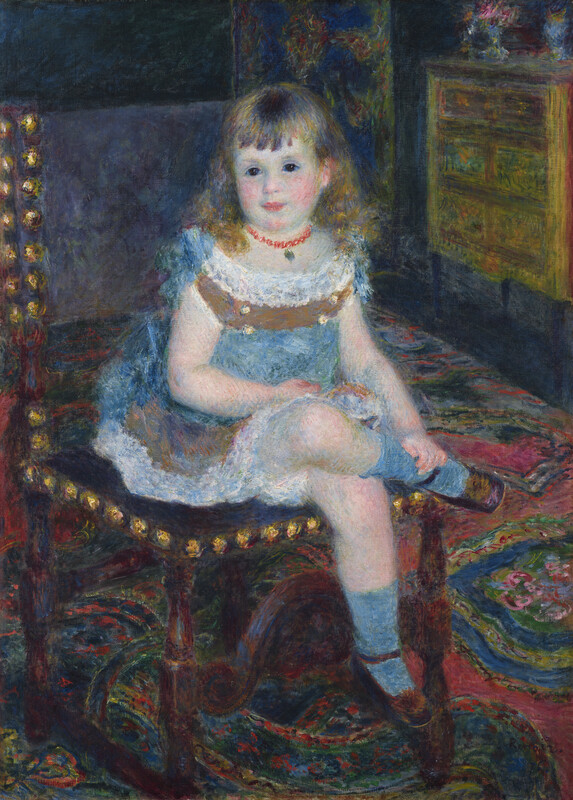
『すわるジョルジェット・シャルパンティエ嬢』Mademoiselle Georgette Charpentier（1876年）
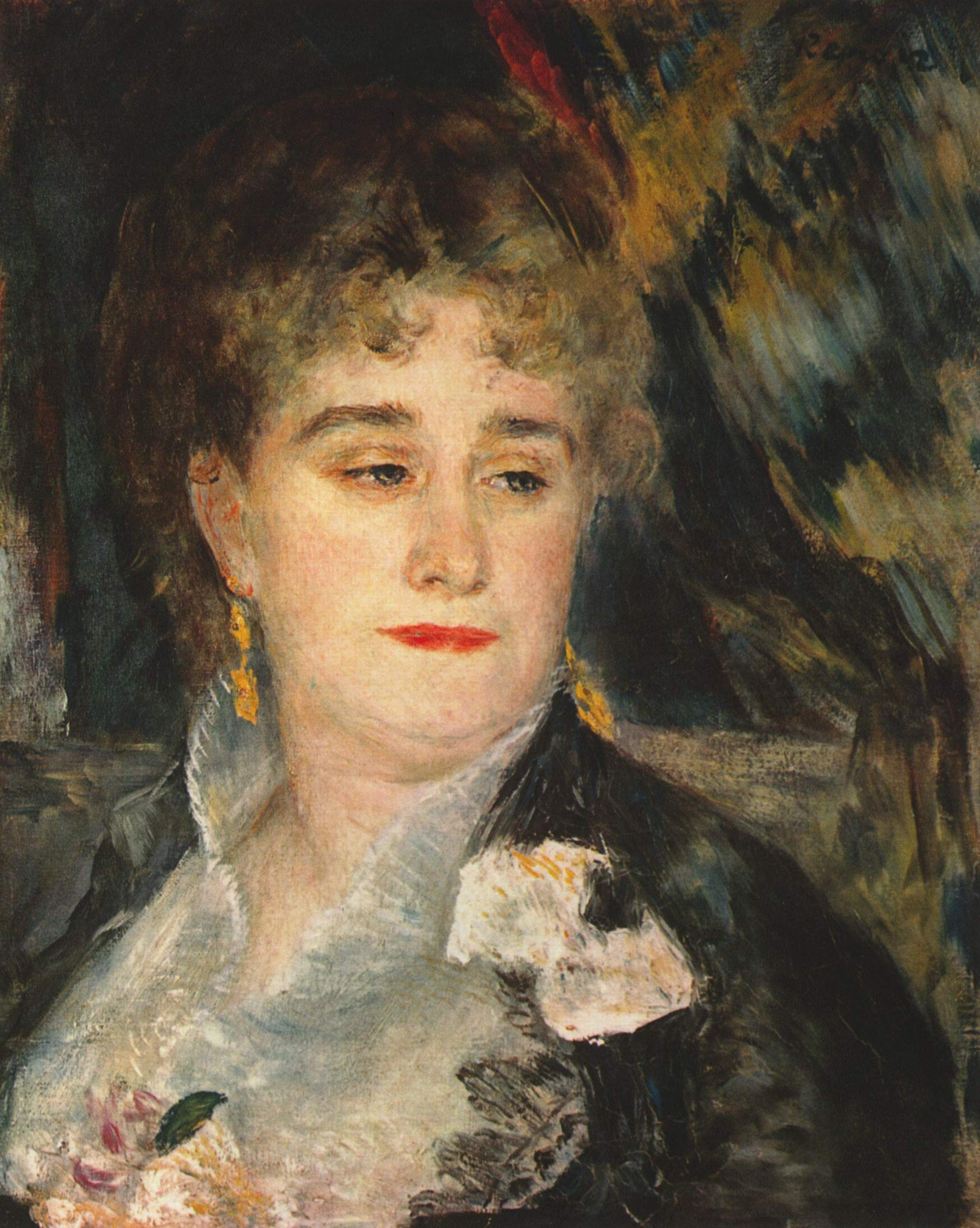
『シャルパンティエ夫人の肖像』Portrait de madame Charpentier（1876-1877年）
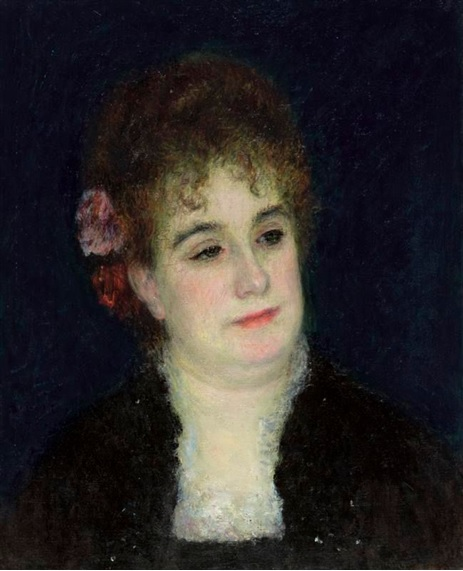
『シャルパンティエ夫人の肖像』（年代不明）
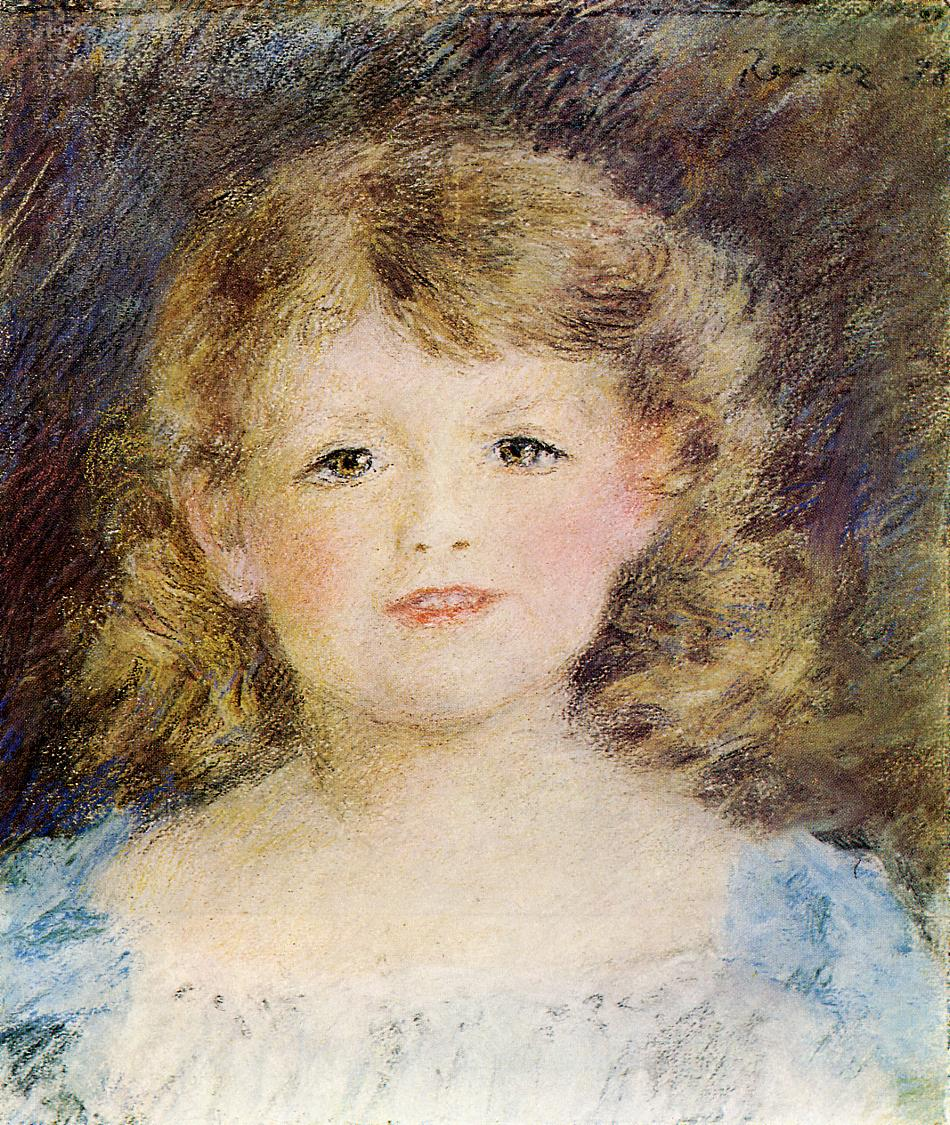
『ポール・シャルパンティエ』Paul Charpentier（1877年以前）

## 作品の詳細
パリ・グルネル通りのシャルパンティエ邸の室内にて、シャルパンティエ夫人（マルグリット）と子供たち（ジョルジェットとポール）が座っている。3人がいるのは寝室の隣にあるマルグリットの個室（ブドワール）で、背景には、屏風と思われる日本美術が飾られている。フランスでは、客人が家主の私室に立ち入るのはマナー違反であり、この部屋は家族だけが入ることができる私的な空間である。マルグリットは、ブードワールで普段着るような普段着ではなく、客人の前に出るのにふさわしい服装をしており、公私の境界を保っている。裾にレースがあしらわれた黒いボディスの喉元は開かれ、首にリボンをしている。マルグリットはディヴァンに腰掛けて膝に手を置き、隣に座る子供たちを微笑みながら見ている。子供たちは、お揃いの青いドレスを着て、同じ髪型をしている。左端で犬（ニューファンドランド）の上に座っているのがジョルジェット、中央でディヴァンに座っているのがポールである。当時のフランスでは、4・5歳くらいまで男女とも同じようなドレスを着ていた（ブリーチングを参照）。犬の白と黒の毛色は、マルグリットのドレスの色のコントラストの繰り返しになっている。右下に"Renoir 78"とルノワールのサインが入れられている。
作中のマルグリットが着ているドレスは、「オートクチュールの父」と呼ばれるシャルル・フレデリック・ウォルトの手によるものである。ビリー・ポーターが第91回アカデミー賞で着ていた、クリスチャン・シリアーノがデザインした黒いドレスは、シリアーノによればこの作品のマルグリットのドレスにインスパイアされたものであるという。

## 展示と所有権
この作品は、1879年のサロン・ド・パリに出展され（作品番号2527）、高い評価を受けた。その後、1886年にブリュッセルで、同年にパリのジョルジュ・プティの画廊で、1892年と1900年にルノワール自身によって、最後に1904年にブリュッセルで展示された。
マルグリット・シャルパンティエが1904年に、ジョルジュ・シャルパンティエも1905年に死去し、この時点で生存していた娘2人はこの作品を競売にかけた。ニューヨークのメトロポリタン美術館のキュレーターでイギリス人画家・美術評論家のロジャー・フライは、フランスの画商ポール・デュラン＝リュエルの説得を受け、メトロポリタン美術館のためにこの作品を購入することを決めた。1907年4月、この作品は8万4千フランでメトロポリタン美術館に売却された。

## 評価と分析
フランスの美術史家レオンス・ベネディットは、この作品はルノワールの最高傑作の一つであると評し、本来我が国の芸術家たちの傑作と並んで展示されるべき場所であるフランスからこの作品が去ってゆくのは遺憾であると述べた。
ナショナル・ギャラリーのキャスリーン・アドラーは、ルノワールが描く女性の肖像画には、しばしば彼女たちの富と地位を位置づけるような舞台設定への言及が含まれていると書いている。

## 関連する作品など
キュレーターのトレバー・フェアブラザーは、アメリカの画家ジョン・シンガー・サージェントの『エドワード・D・ボイトの娘たち』（1882年）の中に本作品と同様の描写があると指摘している。サージェントはサロンに出展された本作品を見ていた。
美術史家のアン・ドーソンは、アメリカの画家ジョージ・ベローズの『エマとその子供たち』（1923年）の構図は本作品を示唆するものであると指摘している。作家のキャリー・クーリッジによれば、ベローズはルノワールとこの作品のファンだったという。
フランスの小説家マルセル・プルーストは、シャルパンティエ家でこの作品を鑑賞し、後に『失われた時を求めて』の最終巻『見出された時』でこの作品とルノワールを称賛している。

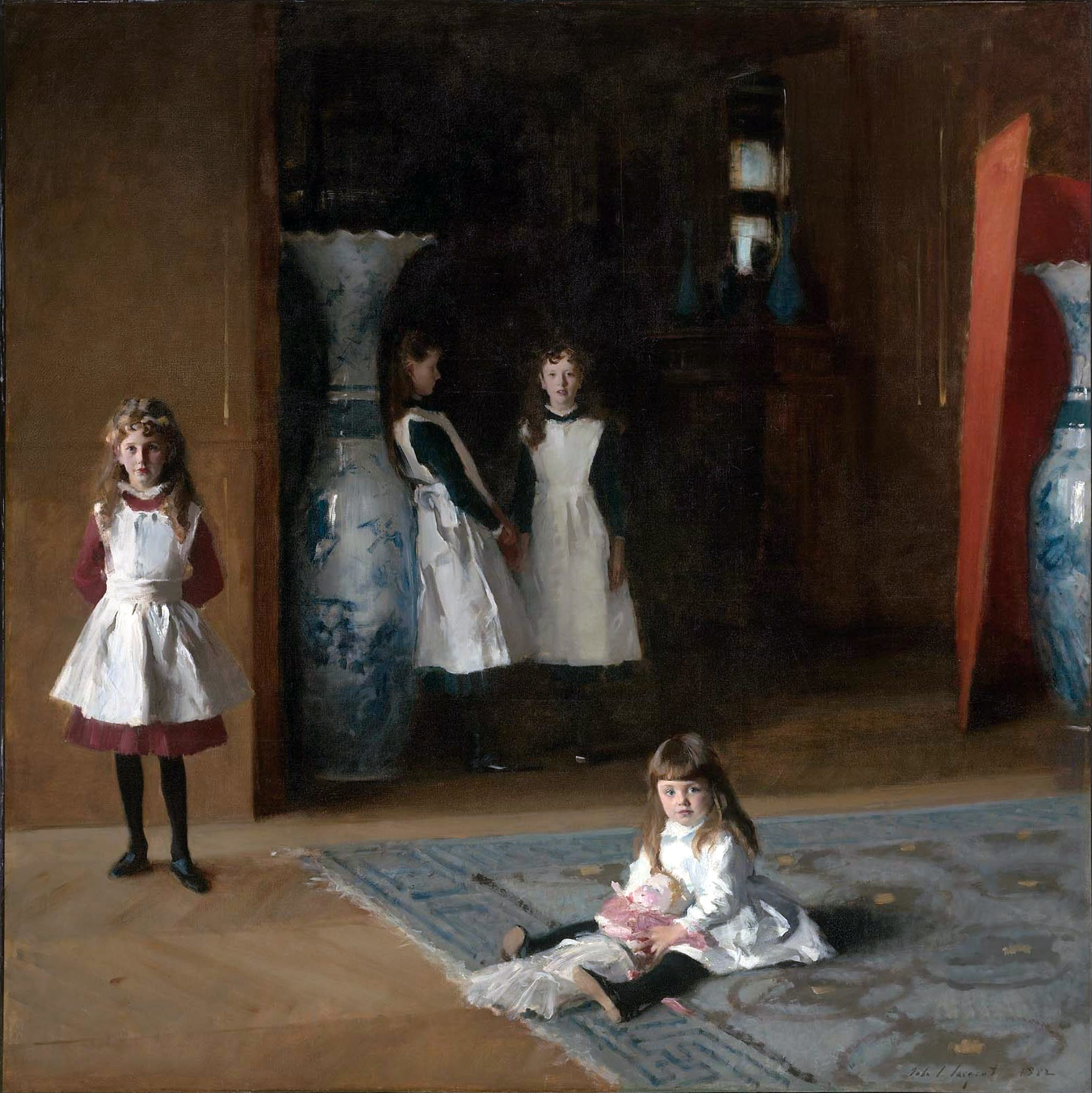
ジョン・シンガー・サージェント『エドワード・D・ボイトの娘たち』The Daughters of Edward Darley Boit（1882年）
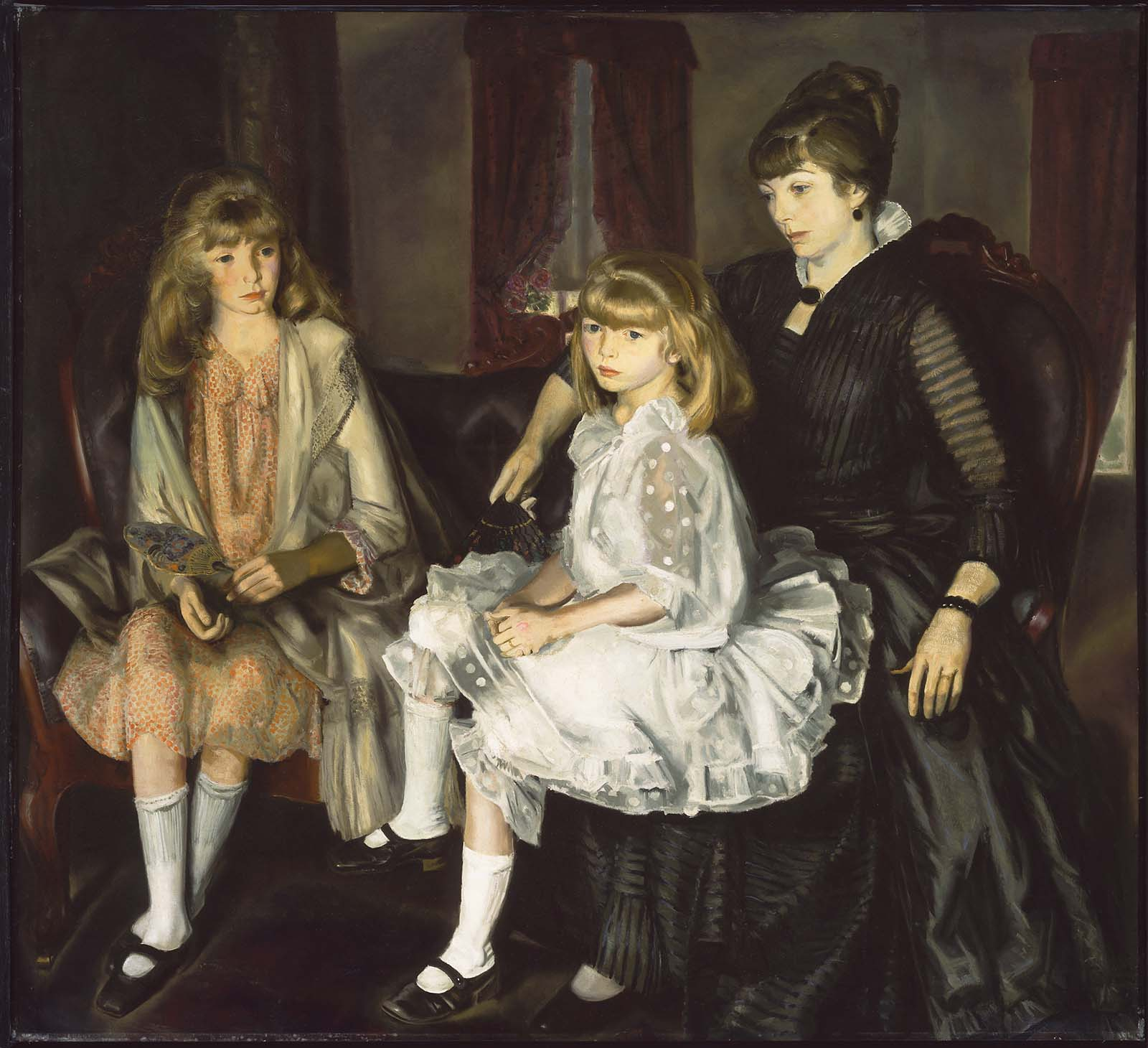
ジョージ・ベローズ『エマとその子供たち』Emma and Her Children（1923年）